# USS Guardfish (SS-217)
«Гуардфіш» (англ. USS Guardfish (SS-217)) — підводний човен військово-морських сил США типу «Гато», котрий взяв участь у бойових діях Другої світової війни.  
Човен спорудила компанія General Dynamics Electric Boat на верфі у Гротоні, штат Коннектикут. Після проведення випробувань поблизу Нью-Лондона (Коннектикут) «Гуардфіш» 28 червня 1942 вирушив на Тихий океан та 25 липня прибув до Перл-Гарбору.

## Походи
Всього човен здійснив дванадцять бойових походів.

### 1-й похід
6 серпня човен попрямував до району бойового патрулювання біля північно-східного узбережжя острова Хонсю. 22 серпня поблизу від Міяко «Гуардфіш» потопив артилерійським вогнем рибальське судно. Через два дні біля входу до затоки Сендай він торпедував та знищив вантажопасажирське судно «Сейкай-Мару». А на початку вересня човен потопив одразу чотири вантажні судна – одне за три десятки кілометрів на південний схід від Мурорану (порт на південному узбережжі острова Хоккайдо) та три біля Кудзі (Хонсю). У першому випадку жертвою стало колишнє данське судно «Gustav Diederichsen», захоплене 24 квітня 1940-го у Дайрені (зараз Далянь) та перейменоване у Тейкю-Мару. 15 вересня «Гуардфіш» прибув на атол Мідвей.

### 2-й похід
30 вересня човен вийшов до району бойового патрулювання у Східнокитайському морі, де в другій половині жовтня за дві сотні кілометрів на південний схід від Веньчжоу потопив вантажне судно. 28 листопада «Гуардфіш» прибув до Перл-Гарбору.  

### 3-й похід
2 січня 1943-го човен вирушив для дій на комунікаціях архіпелагу Бісмарка (саме тут знаходились передові бази японців у Рабаулі та Кавіенгу, з яких провадились операції на Соломонових островах та сході Нової Гвінеї). 12 січня за півсотні кілометрів на південний захід від острова Новий Ганновер  «Гуардфіш» потопив «Сторожовий корабель №1» (колишній есмінець "Сімакадзе"), а 23 січня біля західного завершення острова Нова Ірландія (за три десятки кілометрів на південний захід від Кавієнгу) торпедував та знищив есмінець «Хакадзе». 15 лютого човен прибув до Брисбену на східному узбережжі Австралії.

### 4-й похід
Тривав з 9 березня по 30 квітня 1943-го та завершився поверненням до Брисбену. «Гуардфіш» діяв у районі Соломонових островів та архіпелагу Бісмарка, проте не зміг збільшити свій бойовий рахунок.

### 5-й похід
Тривав з 25 травня по 2 серпня 1943-го та завершився поверненням до Брисбену. Човен діяв у тому самому районі, що і під час четвертого походу, та в середині червня зміг потопити вантажне судно за кілька кілометрів від західного узбережжя острова Нова Ірландія.

### 6-й похід
Тривав з 24 серпня по 3 листопада 1943-го та завершився поверненням до Брисбену. «Гуардфіш» діяв у тому самому районі, що й раніше, та в першій декаді жовтня дещо менше ніж за дві сотні кілометрів на північ від острова Манус (острови Адміралтейства) потопив вантажне судно. Крім того, він перебував у готовності до порятунку авіаторів, котрі могли бути збитими під час масштабної атаки 12 жовтня на Рабаул (тоді на цю головну базу в архіпелазі Бісмарка здійснили наліт 349 літаків).

### 7-й похід
27 грудня 1943-го човен вирушив для дій в районі атола Трук на сході Каролінських островів (до лютого 1944-го звідси провадили операції та здійснювали постачання гарнізонів у цілому ряді архіпелагів). 14 січня 1944-го «Гуардфіш» та ще два підводні човни атакували конвой, котрий прямував до Трука з Палау (важливий транспортний хаб на заході Каролінського архіпелагу). Із 3 транспортних суден та 2 есмінців конвою субмарини потопили 2 транспорти (один з них записала на свій рахунок «Гуардфіш») та 1 есмінець. 1 лютого біля південного проходу до внутрішньої акваторії атола Трук «Гуардфіш» потопив есмінець «Умікадзе». 18 лютого човен прибув до Перл-Гарбору, звідки вирушив для ремонту у Сан-Франциско.

### 8-й похід
16 червня 1944-го «Гуардфіш» у складі «вовчої зграї» «Mickey Finns», до якої також увійшли підводні човни «Трешер», «Піранья» та «Апогон», вирушив для бойового патрулювання у північній частині Південнокитайського моря (неофіційно цей район був відомий як «Конвой Коллідж»). З 16 по 19 липня він потопив тут чотири транспортні судна, а 31 липня прибув на атол Мідвей.

### 9-й похід
23 серпня 1944-го «Гуардфіш» у складі «вовчої зграї», до якої також увійшли підводні човни «Трешер» та «Санфіш», вирушив для бойового патрулювання у Східнокитайському та Жовтому морях. Ще на шляху туди, 2 вересня, човни за три з половиною сотні кілометрів на північний захід від островів Огасавара вступили у артилерійський бій з сампанами (деякі джерела за результатами цього зіткнення записують на рахунок «Гуардфіш» судно Ширакамі-Мару). А 25 вересня у Жовтому морі за сотню кілометрів на захід від устя річки Тедонган «Гуардфіш» потопив вантажне судно. 24 жовтня човен прибув на острів Гуам (Маріанські острови).

### 10-й похід
Тривав з 26 листопада 1944 по 26 січня 1945 і завершився поверненням на Гуам. Човен безуспішно патрулював у Південнокитайському морі, зате на зворотному шляху у центральній частині Філіппінського моря помилково потопив американське рятувальне судно «Екстрактор», загинуло 6 моряків. Інші члени екіпажу потопленого корабля були підібрані «Гуардфіш».

### 11-й похід
27 лютого 1945-го човен вийшов з Сайпану (Маріанські острови) та попрямував до району бойового патрулювання поблизу протоки Кії (розділяє острови Сікоку та Хонсю). Тут «Гуардфіш» не зміг збільшити свій рахунок, проте врятував двох збитих льотчиків. 11 квітня човен прибув на Мідвей.

### 12-й похід
8 травня 1945-го «Гуардфіш» вирушив до району на схід від Хонсю, де мав перебувати в готовності до порятунку авіаторів, котрі могли бути збиті під час нальотів на Японію. 16 червня човен артилерійським вогнем потопив рибальське судно, а 26 червня повернувся до Перл-Гарбору.
До 25 серпня 1945-го «Гуардфіш» використовували для навчання протичовнових кораблів.

## Спеціальні завдання
14 липня 1943-го «Гуардфіш» висадив топографічну групу на західне узбережжя острова Бугенвіль (Соломонові острови).
20—28 вересня 1943-го «Гуардфіш» висаджував рекогносцирувальну групу на західне узбережжя Бугенвіля. 19 жовтня, під час все того ж шостого походу, човен зайшов на Тулагі (східні Соломонові острови), де прийняв на борт чергову групу розвідників, котрі 25—28 жовтня все так же працювали на заході Бугенвілю в затоці Імператриці Августи (через кілька діб саме сюди буде висаджено масштабний десант). 

## Післявоєнна доля
У травні 1946-го човен вивели із бойового складу флоту.
У червні 1948-го «Гуардфіш» активували для використання у навчанні Резерву ВМФ.
1 червня 1960-го човен остаточно виключили зі списків флоту, 10 жовтня 1961 використали як мішень та потопили біля Нью-Лондону.

## Бойовий рахунок
| Дата       | Назва                   | Тип                 | Тоннаж | Місце            |
| 24.08.1942 | Сейкай Мару             | вантажопасажирське  | 3109   | 38°12'N 141°30'E |
| 02.09.1942 | Тейкю Мару              | вантажне            | 2332   | 42°8'N 141°15'E  |
| 04.09.1942 | Тіта Мару               | вантажне            | 2276   | 40°10'N 141°53'E |
| 04.09.1942 | Теню Мару               | вантажне            | 3738   | 40°14'N 141°51'E |
| 04.09.1942 | Каймей Мару             | вантажне            | 5254   | 40°14'N 141°51'E |
| 21.10.1942 | Нітіхо Мару             | вантажне            | 6363   | 27°3'N 122°42'E  |
| 12.01.1943 | Сторожевий корабель № 1 | сторожовий корабель | 750    | 2°51'S 149°43'E  |
| 23.01.1943 | Хакадзе                 | есмінець            | 1300   | 2°47'S 150°38'E  |
| 13.06.1943 | Судзуя Мару             | вантажне            | 900    | 3°8'S 151°24'E   |
| 08.10.1943 | Касю Мару               | вантажне            | 5460   | 0°25'S 146°22'E  |
| 14.01.1944 | Кеньо-Мару              | танкер              | 10022  | 5°22'N 14°27'E   |
| 01.02.1944 | Умікадзе                | есмінець            | 1580   | 7°10'N 151°43'E  |
| 16.07.1944 | Дзіндзан Мару           | вантажопасажирське  | 5215   | 18°20'N 119°42'E |
| 16.07.1944 | Мантай Мару             | вантажне            | 5863   | 18°20'N 119°42'E |
| 17.07.1944 | Хіяма Мару              | вантажне            | 2838   | 18°17'N 119°50'E |
| 19.07.1944 | Тейрю Мару              | вантажне            | 6550   | 20°7'N 118°20'E  |
| 25.09.1944 | Міякава Мару № 2        | вантажне            | 873    | 38°30'N 124°6'E  |

За даними Т. Роско, 21 жовтня 1942 та 22 січня 1943 човен знищив ще два вантажні судна тоннажем по 4000 тонн, втім, підтвердити це шляхом ідентифікації з якимись відомими за назвами суднами не вдалось.